# James Brooker
James Jim Kent Brooker (12. august 1902 – 25. september 1973) var en amerikansk sportsudøver som deltog i de olympiske lege 1924 i Paris.
Brooker vandt en bronzemedalje i atletik under OL 1924 i Paris. Han kom på en tredjeplads i disciplinen stangspring bagefter sine landsmænd Lee Barnes og Glen Graham. Der var tyve deltagere fra tretten lande som deltog i disciplinen. Finalen bestod af syv stangspringere og blev afviklet den 10. juli 1924. 